# Helminthocladiaceae
Helminthocladiaceae é o nome botânico de uma família da ordem Nemalionales, segundo o sistema de classificação de Wettstein.
- Segundo ITIS, a família Bangiaceae apresenta a seguinte taxonomia:

Reino: Plantae;:Divisão: Rhodophyta; Classe: Rhodophyceae; Subclasse: Florideophycidae; Ordem:Nemaliales; Família: Lemaneaceae

## Gêneros
Segundo o sistema de classificação de Wettstein apresenta um único gênero:
- Batrachospermu

Segundo o ITIS apresenta nove gêneros:
- Cumagloia Setchell and Gardner, 1917
- Dermonema Harvey Ex Heydrich, 1894
- Helminthocladia J.Agardh, 1851
- Helminthora J.G.Agardh, 1851
- Izziella
- Liagora Lamouroux, 1812
- Nemalion Duby, 1830
- Trichogloea Kuetzing, 1847
- Trichogloeopsis I.A.Abbott, 1960